# Hans Hindpere
Hans Hindpere (* 18. März 1928 in Jõhvi; † 27. September 2012) war ein estnischer Komponist.

## Leben und Werk
Hans Hindpere besuchte zunächst das Gymnasium in Jõhvi und anschließend das Musikgymnasium in Tallinn. Er schloss 1963 sein Kompositionsstudium bei Anatoli Garšnek am Staatlichen Tallinner Konservatorium (heute Estnische Musik- und Theaterakademie) ab. Von 1962 bis 1965 war er Musikredakteur beim estnischen Fernsehen. Von 1965 bis 1967 war Hindpere künstlerischer Leiter eines Kulturpalasts für Jugendliche.
Hindpere spielte daneben in zahlreichen Musikgruppen und -bands mit und trat als Jazzmusiker auf. Er hat sowohl U- als auch E-Musik komponiert. Besonders bekannt sind die Kinderoper Vürst Gabriel (1961), das Oratorium Igavene tuli (1971) sowie seine beiden Sonatinen für Klavier (1960 und 1962).